# Amt Löhnberg
Das Amt Löhnberg war ein bis 1773 gemeinschaftliches Amt zwischen Nassau-Oranien und Nassau-Weilburg mit Sitz in Löhnberg. Es war dem Oberamt Weilburg untergeordnet. Das Amt ging im Amt Weilburg auf.
Das Amt bestand aus Löhnberg, Odersbach und Waldhausen.
1773 kam es zu einem Gebietstausch (Löhnberger Austauschvertrag) zwischen Nassau-Oranien und Nassau-Weilburg. Oranien erhielt die Orte Hüblingen, Neunkirchen und Rückershausen aus dem Amt Merenberg. Im Gegenzug erhielt Nassau-Weilburg die oranischen Anteile am Amt Löhnberg.